# Otero de Herreros
Otero de Herreros és un municipi de la província de Segòvia, a la comunitat autònoma de Castella i Lleó.

## Demografia
| 1991 | 1996 | 2001 | 2008 |
| ---- | ---- | ---- | ---- |
| 808  | 812  | 864  | 988  |